# 광덕산성
광덕산성(廣德山城)은 대한민국 충청남도 천안시 동남구 동면에 있다. 1995년 5월 10일 천안시의 향토문화유산 제34호로 지정되었다.

## 개요
토석 혼축의 형태 성이다.